# King Kong Lives
King Kong Lives (in veel landen, waaronder Nederland en België, uitgebracht als King Kong II) is een film uit 1986 van producer Dino De Laurentiis. De film is een vervolg op de film King Kong uit 1976.
Net als in de vorige film wordt Kong in deze film grotendeels vertolkt door een acteur in een pak. Maar nu niet door Rick Baker, maar door acteur Peter Elliot.

## Verhaal
Nadat King Kong in 1976 van het World Trade Center viel nam iedereen aan dat de enorme gorilla dood was. In werkelijkheid leeft Kong nog, maar is door zijn val in een coma. De afgelopen 10 jaar is hij kunstmatig in leven gehouden in een research centrum in Atlanta. Dit centrum heeft een kunsthart laten maken om Kongs originele hart, dat te zwaar is aangetast, te vervangen. De operatie hiervoor kan echter niet worden uitgevoerd omdat Kong al te veel bloed verloren heeft.
Wanneer in de jungle van Borneo een vrouwelijke reuzengorilla wordt ontdekt, door de ontdekkers Lady Kong genoemd, wordt ze gevangen en gebruikt om Kong een bloedtransfusie te kunnen geven. Zo kan Kong toch de operatie ondergaan en ontwaken uit zijn coma.
Kong ontwaakt inderdaad uit zijn coma, maar breekt vervolgens uit. Hij bevrijdt eveneens Lady Kong. Samen slaan de twee op de vlucht, achtervolgt door het leger onder leiding van de gestoorde kolonel Archie Nevitt. Nevitts troepen slagen erin Kong van een richel te schieten, maar hij overleeft de val. Al snel blijkt echter dat Kong's kunsthart het aan het begeven is. Kong slaagt erin om Lady Kong te bevrijden, die net op dat moment bevalt van een jonge Kong. Kong doodt de kolonel. Daarna wordt hij gevangen en sterft uiteindelijk in een militaire basis.
Op het eind van de film zien we Lady Kong en haar jong terug in Borneo.

## Rolverdeling
| Acteur          | Personage      |
| --------------- | -------------- |
| Linda Hamilton  | Amy Franklin   |
| Brian Kerwin    | Hank Mitchell  |
| Peter Elliott   | King Kong      |
| John Ashton     | Colonel Nevitt |
| George Yiasoumi | Lady Kong      |

## Achtergrond

### Opbrengst
Ondanks de marketingscampagne was King Kong Lives financieel een flop. De film bracht slechts $ 4,7 miljoen op in de bioscopen.
Acteur Peter Michael Goetz kreeg een cheque met zijn deel van de opbrengst nadat de film uitkwam op video. Het bedrag was precies 3 cent. Hij heeft de cheque dan ook nooit verzilverd.

### Videospellen
Twee officiële videospellen gebaseerd op de film werden ontwikkeld en uitgebracht in Japan door Konami getiteld King Kong 2: Ikari no Megaton Punch voor de Nintendo Entertainment System en King Kong 2 for the MSX. De Nintendo versie negeerde compleet de menselijke personages uit de film. Het enige bespeelbare karakter was Kong die rond de wereld enorme robots en andere vijanden bevecht om Lady Kong te bevrijden. De MSX versie was gemaakt vanuit het perspectief van Hank Mitchell. Dit was een actie/avonturen spel in de trant van de The Legend of Zelda serie.

## Prijzen en nominaties
| jaar | prijs                            | categorie                  | genomineerde(n) | uitslag     |
| ---- | -------------------------------- | -------------------------- | --------------- | ----------- |
| 1987 | Golden Raspberry Award           | Slechtste visuele effecten | Carlo Rambaldi  | genomineerd |
| 1988 | International Fantasy Film Award | beste film                 | John Guillermin | genomineerd |

## Trivia
- In het begin hadden de filmmakers het idee voor een extra scène die toont hoe Kongs lichaam van het World Trade Center wordt weggevoerd op een truck. Ook was er het idee om Dwan, een van de hoofdpersonages uit de vorige film, terug te laten komen. Zij zou proberen weer contact te zoeken met Kong, die haar vervolgens verslindt. Beide ideeën werden verworpen.